# Luc d'Orbiu
Luc d'Orbiu (en francès Luc-sur-Orbieu) és un municipi francès situat al departament de l'Aude i a la regió d'Occitània.